# Абхидхамма-питака
Абхидхамма-питака (пали Abhidhammapiṭaka) — последняя из трёх питак, составляющих Палийский канон.
По мнению учёных, Абхидхамма-питака относится к более позднему времени, чем остальные две книги Палийского канона.
Базисом для книг Абхидхамма-питаки послужили матики (санскр. матрика) — списки доктринальных принципов, которые сейчас служат в качестве оглавления. Основное содержание книги составили исследования данных принципов, их определения и доказательства с добавлением отрывков из сутт.
В результате Абхидхамма-питака явилась очень тщательной и подробной систематизацией учений, изложенных в таких суттах. Основными средствами подачи материала в этой книге являются вопросы и ответы, перечни и краткие обзоры, суммирующие материал из соответствующих разделов. К тому же Абхидхамма-питака изобилует повторами, исправлениями, классификациями.
Порядок слов в Абхидхамма-питаке согласно Буддхагхоше:
- Дхаммасангани, классификация вещей
- Вибханга, деления.
- Дхатукатха, обсуждение элементов.
- Пуггалапаннатти, описание личностей.
- Катхаваттху, спорные вопросы.
- Ямака, взаимосвязанные проблемы.
- Паттхана, причинные связи.

Согласно тому же автору, данный порядок текстов ведёт своё происхождение от Сарипутты, который также определил нумерацию для Паттханы.